# افالیزومب
افالیزومب (انگلیسی: Efalizumab) دارویی بود که برای درمان بیماری‌های خودایمنی طراحی و ساخته شده بود و در آغاز جهت درمان پسوریازیس به بازار عرضه شد.
این دارو یک پادتن مونوکلونال نوترکیب بود که هفته‌ای یک‌بار به‌صورت زیرجلدی تزریق می‌شد.
افالیزومب به زیرواحد CD11a از «آنتی‌ژن شمارهٔ ۱ مرتبط با عملکرد لنفوسیت» متصل می‌شود و از طریق مهار فعال‌سازی لنفوسیت‌ها و جلوگیری از خروج آنها از خون و نفوذشان به درون بافت، نقش یک داروی سرکوب‌کننده سیستم ایمنی را ایفا می‌کند.
افالیزومب به سبب نقش احتمالی‌اش در بروز عفونت‌های کشندهٔ مغزی در سال ۲۰۰۹ میلادی از بازارهای دارویی جمع‌آوری شد.
عوارض جانبی شناخته‌شدهٔ این دارو، سپتیسمی باکتریایی، مننژیت ویروسی، بیماری تهاجمی قارچی و لکوانسفالوپاتی چندکانونی پیش‌رونده است که نوعی بیماری عفونی مغز به دلیل فعال‌شدنِ ویروس‌های جی‌سی نهفته‌است. ۴ مورد از این بیماری اخیر در مبتلایان به پسوریازیس گزارش شد که میزان بروز آن ۱ در ۵۰۰ بیمار است.
به‌سبب این عارضهٔ خطرناک آژانس دارویی اروپا و سازمان غذا و داروی آمریکا پیشنهاد کردند که عرضهٔ این دارو به بازارهای اتحادیه اروپا و ایالات متحده آمریکا تعلیق شود. در آوریل ۲۰۰۹ میلادی، شرکت دارویی جننتک به‌صورت داوطلبانه افالیزومب را از بازار دارویی ایالات متحده آمریکا جمع‌آوری نمود.